# Jurij Mokiejew
Jurij Mokiejew (ros. Юрий Мокеев; ur. 18 grudnia 1979) – rosyjski zapaśnik walczący w stylu wolnym. Wojskowy mistrz świata w 2005 roku.